# Chilecryptus tetracanthus
Chilecryptus tetracanthus là một loài tò vò trong họ Ichneumonidae.